# دلفین نوک‌سفید
دلفین نوک‌سفید آب‌بازی است عضو خانواده دلفین‌های اقیانوسی که در شمال اقیانوس اطلس زندگی می‌کند. نام albirostris در این گونه واژه‌ای لاتین به معنای «نوک سفید» است که اشاره به رنگ نوک این دلفین دارد و می‌تواند در شناسایی آن کمک کند.

## توصیف ظاهری
مشخصه دلفین نوک‌سفید نوک کوتاه و سفید شیری رنگ آن و باله پشتی بسیار انحنا دارش است. طول دلفین‌های بالغ میان ۲٫۳ تا ۳٫۱ متر است و وزنشان میان ۱۸۰ تا ۳۵۴ کیلوگرم. بچه‌ها در هنگام تولد طولی برابر ۱٫۲-۱٫۱ متر و وزن تقریبی ۴۰ کیلوگرم دارند.

## گستره
دلفین نوک‌سفید بومی شمال اقیانوس اطلس است و در ناحیه‌ای که از سوی غرب در دماغه کد در ماساچوست و دهانه رودخانه سن لوران و جنوب گرینلند آغاز می‌شود و در میانه ایسلند را در بر می‌گیرد و در شرق به شمال فرانسه و سوالبارد می‌رسد، زندگی می‌کند. این دلفین اما همانند شبه‌نهنگ تک‌شاخ و نهنگ سفید به شرایط قطب شمال عادت ندارد. این گونه همچنین به سادگی با دلفین پهلوسفید اطلس اشتباه گرفته می‌شود، با این حال نوک‌سفید در عرض‌های بالاتری زندگی می‌کند. همچنین این دلفین جثه بزرگتری نسبت به پهلوسفید دارد و در پهلوهای خود خطوط زرد رنگ ندارد.

## نگارخانه

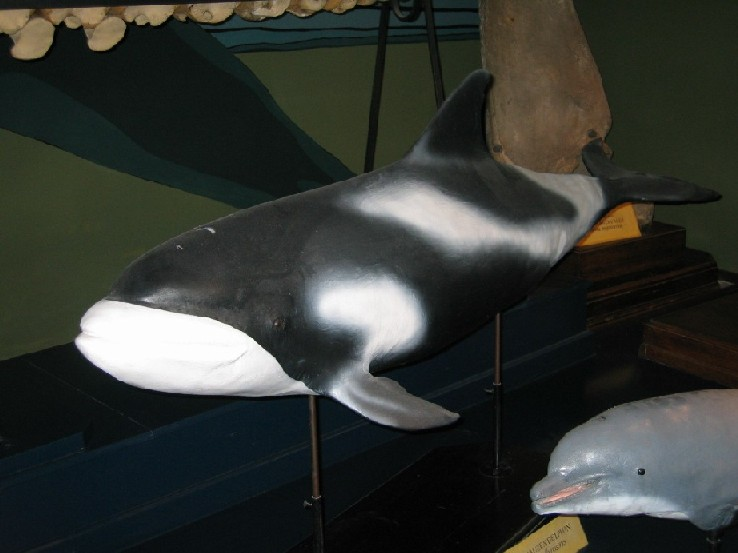
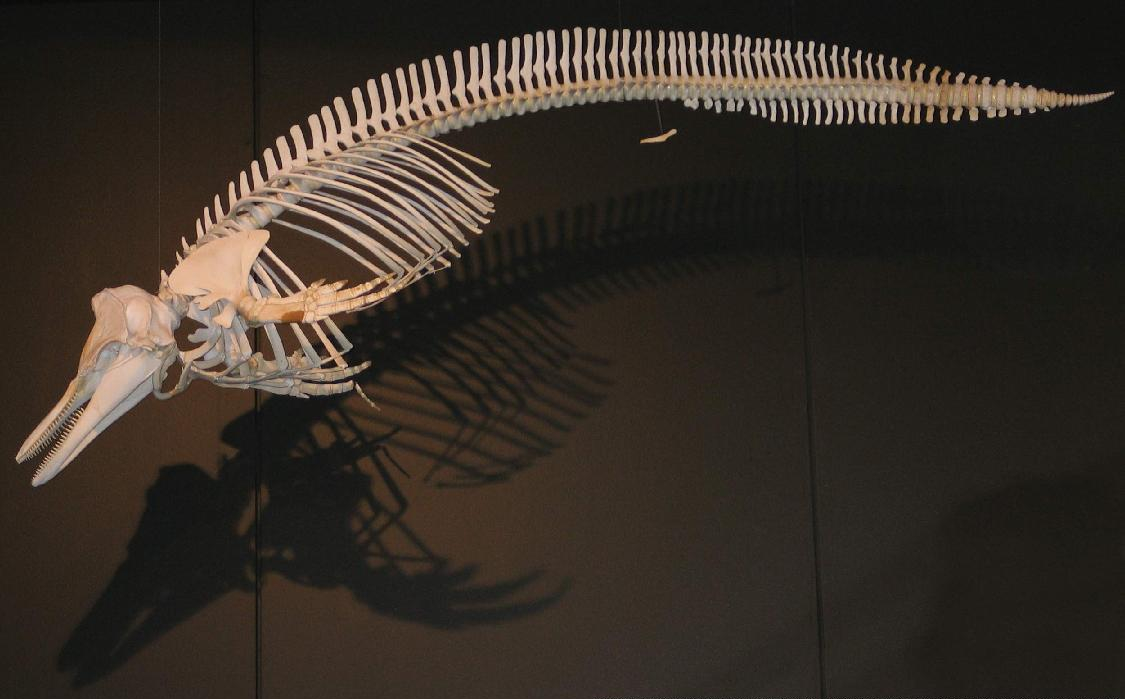